# 乙酰丙酮钌
乙酰丙酮钌是一种乙酰丙酮配合物，化学式Ru(O2C5H7)3。它是一种深紫色固体，可溶于大多数有机溶剂。它可用来制备其它钌化合物。

## 制备
1914年，乙酰丙酮钌通过三氯化钌和乙酰丙酮在碳酸氢钾下的反应首次合成。从那时起，人们已经研究了替代合成路线，但原始的制备方法仍然有用：
RuCl3•3H2O + MeCOCH2COMe   →   Ru(acac)3  +  3 HCl  +  3 H2O

## 结构和性质
乙酰丙酮钌有 D3 对称性。六个氧原子以八面体构型围绕钌原子。乙酰丙酮钌中的Ru-O 键长平均为 2.00 Å。由于 Ru(acac)3 是低自旋的，有一个d 电子，所以是顺磁性的。Ru(acac)3 的磁化率 χM为 3.032×10−6 cm3/mol，有效磁矩 μeff为 1.66 μB。在DMF溶液中，乙酰丙酮钌的氧化电位为 0.593，还原电位-1.223 V（相对于二茂铁/二茂铁阳离子对）。
Ru(acac)3在烯烃存在下还原会形成二烯烃配合物。通常，此类反应是用锌在乙醇（1,3-二烯）中或锌汞齐在潮湿的四氢呋喃中进行的：
2 Ru(acac)3  +  4 alkene  +  Zn  →   2 Ru(acac)2(alkene)2  +  Zn(acac)2
产生的化合物是金属烯烃配合物的罕见例子，可以可逆地维持氧化：
Ru(acac)2(alkene)2 ⇌   [Ru(acac)2(alkene)2]+  +  e−
通过分离它和二苯甲酰基酒石酸的加合物，可拆分为单独的对映异构体。